# Krzysztof Wach (aktor)
Krzysztof Wach (ur. 17 lutego 1986 w Leżajsku) – polski aktor teatralny i filmowy. 

## Życiorys
Pochodzi z Przemyśla, gdzie ukończył I Liceum Ogólnokształcące im. Juliusza Słowackiego. Spędził kilka lat w Grupie Teatralnej „Garderoba” Barbary Płocicy. Absolwent Wydziału Aktorskiego PWSFTviT w Łodzi, którą ukończył w 2009 roku. Od początku kariery aktorskiej występuje w Teatrze im. Stefana Jaracza w Łodzi.
Znany z seriali: Przyjaciółki, Barwy szczęścia, Ojciec Mateusz, Mąż czy nie mąż i innych. Od 2018 roku gra w serialu Ślad wciela się w postać policjanta Podkomisarza Sebastiana Wronę.
W kostiumowym serialu Wojenne dziewczyny wcielił się w rolę oficera SS (Sturmbannführer Kleim), grając wyłącznie po niemiecku.
Od 2009 roku współpracuje z Teatrem im. Stefana Jaracza w Łodzi.
Aktualnie występuje tam w spektaklach Iwona, księżniczka Burgunda w reżyserii Agaty Dudy-Gracz, Antoniusz i Kleopatra Wojciecha Farugi oraz Bang Bang Dominiki Knapik. Gościnnie występuje na deskach Teatru Capitol we Wrocławiu i Teatrze Ochoty w Warszawie.

## Życie prywatne
Posługuje się językiem niemieckim i angielskim. 

## Spektakle teatralne
- 2008 – Wyzwolenie jako Konrad (reż. Waldemar Zawodziński)[9]
- 2009 – Bramy raju jako Robert (reż. Małgorzata Bogajewska)
- 2009 – Nad (reż. Waldemar Zawodziński)
- 2010 – Dybuk jako Betlan (reż. Mariusz Grzegorzek)
- 2010 – Otello jako Lodovico (reż. Agata Duda-Gracz)
- 2011 – Barbello, o psach i dzieciach jako Drago (reż. Anna Augustynowicz)
- 2011 – Apokalipsa (reż. Agata Duda-Gracz)
- 2012 – Kaligula jako Patrycjusz (reż. Anna Augustynowicz)
- 2012 – Ja, Piotr Riviere… jako Prosper (reż. Agata Duda-Gracz)
- 2013 – Iwona Księżniczka Burgunda jako Filip (reż. Agata Duda-Gracz)
- 2014 – 33 Powieści, które każdy powinien znać jako Merkel (reż. Igor Gorzkowski)
- 2016 – Antoniusz i Kleopatra jako Marek Antoniusz (reż. Wojciech Faruga)[10]
- 2016 – Bang, Bang jako Derryl, Harlan, Tirowiec (reż. Dominika Knapik)[11]

## Filmografia
- 2008: Wydział zabójstw − Tomek Walesiak (odc. 40)
- 2009: Huśtawka − Dawid, kolega Karoliny
- 2010: Wenecja − pilot junkersa
- 2010; 2017: Na dobre i na złe − Paweł (odc. 416); Łukasz Góra (odc. 679)
- 2010: Klub szalonych dziewic − Eryk (odc. 10)
- 2010: Chichot losu − Witek (odc. 1−2, 13)
- 2010–2017: Barwy szczęścia − Aleksander Korycki[12]
- 2011; 2013: Hotel 52 − paparazzi Darek (odc. 40); Błażej Filipowicz (odc. 91)
- 2011–2012: Czas honoru − porucznik Karol Borowski
- 2012; 2014; 2016: Ojciec Mateusz − Mariańczyk (odc. 97); operator (odc. 135); Robert (odc. 201)
- 2013: Komisarz Alex − Maks Lenart (odc. 37)
- 2014–2015: Przyjaciółki − Maciek, instruktor jogi
- 2014: O mnie się nie martw − policjant w szpitalu (odc. 13)
- 2015: Strażacy − Kuba Jurczak (odc. 7)
- 2015: Mąż czy nie mąż − Bartek Kubiak (odc. 8−11)
- 2015: Dziewczyny ze Lwowa − Artur Wiewiórski (odc. 5)
- 2016: Bodo − policjant (odc. 8)
- 2017: Wojenne dziewczyny − sturmbannführer Kleim (odc. 4, 8−10)
- 2017: Niania w wielkim mieście − młodszy aspirant Łukasz (odc. 8)
- 2017: Belle Epoque − Feliks Maciąg, brat Janiny (odc. 8)
- 2017: Ultraviolet – Marek Podolski (odc. 2)
- 2018: Za marzenia – menadżer knajpy (odc. 2)
- 2018: Ślad – podkomisarz Sebastian Wrona
- 2018: 1983 – Maciej Mac
- 2020: Stulecie Winnych – oficer niemiecki Kopf

## Teatr telewizji
Wystąpił w kilku spektaklach Teatru Telewizji. Zagrał m.in. główną rolę w spektaklu „Cztery” (2009), w którym wcielił się w rolę Torlessa.